# Чочума
Чочума — река в Восточной Сибири, приток реки Лена. Длина — 144 км. Площадь водосборного бассейна — 2240 км².
Начинается к востоку от Чочумского хребта, между Люнкюбеем и верховьями Неркуачана. Течёт сначала на юго-восток до гор Чонгургас-Хаята, где поворачивает на запад. К востоку от Сангара меняет направление течения на северо-западное.
Впадает в реку Лена справа на расстоянии 1166 км от её устья напротив острова Улахан-Кубалах. Ширина реки в низовьях (чуть выше устья Тарынга) — 65 метров, глубина — 0,5 метра. Скорость течения вблизи устья 1,2 м/с.

## Притоки
Объекты перечислены по порядку от устья к истоку.
- 8,4 км: Тарын
- 21 км: Маленькая
- 39 км: Береге-Юрях
- 72 км: Тимофеевский Ключ
- 101 км: Соболога
- 102 км: Остабла (Сымыра)
- 112 км: Суордах
- 114 км: Сыа-Балаган
- 117 км: Сорко-Тарын
- 119 км: Детитчан
- 127 км: Юрюкан
- 129 км: Баламакан
- 129 км: Правый Хоптокчан
- 134 км: Кегелях

## Сведения государственного водного реестра
По данным государственного водного реестра России, относится к Ленскому бассейновому округу. Код водного объекта — 18030700112117400002004.